# 앨런 베넷
앨런 베넷(Alan Bennett, 1934년 5월 9일 ~ )은 잉글랜드의 배우, 극작가이다.

## 작품

### 연극
- 더 레이디 인 더 밴

### 영화
- 조지 왕의 광기
- 러브 앤 워 (1996년 영화)
- 로열 내셔널 시어터
- 더 레이디 인 더 밴

### 라디오
- 곰돌이 푸

### 텔레비전
- 햄릿
- 패밀리 가이

### 오디오 릴리스
- 이상한 나라의 앨리스